# John Irving

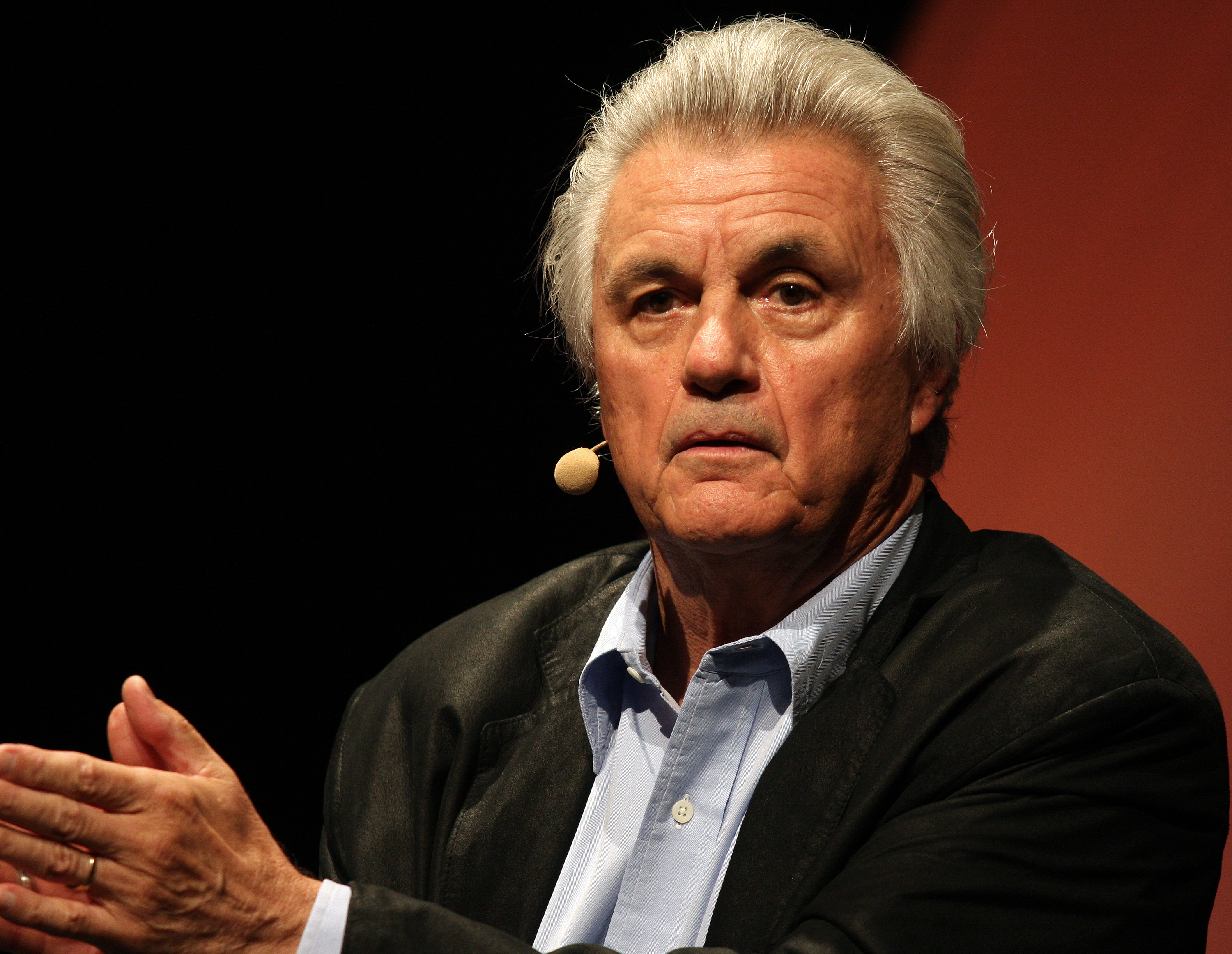
John Irving in Köln am 14. September 2010

John Winslow Irving (* 2. März 1942 in Exeter, New Hampshire) ist ein US-amerikanisch-kanadischer Schriftsteller.

## Werdegang
John Irving wurde als John Wallace Blunt, Jr. geboren. Benannt war er nach seinem Vater, einem Kampfpiloten. Seine Mutter, Helen Frances Winslow, eine Krankenschwester, ließ sich jedoch schon vor der Geburt des Sohnes scheiden. Im Alter von sechs Jahren wurde der Name geändert, nachdem sein Stiefvater, Colin Franklin Newell Irving, ein Professor für russische Geschichte, ihn adoptiert hatte. Er hat einen jüngeren Bruder und eine jüngere Schwester, Zwillinge, die beide homosexuell sind. Mit 14 Jahren begann John zu ringen und zu schreiben. Wegen seiner Legasthenie hatte er in der Schule Schwierigkeiten. Im Alter von 19 Jahren wusste er, was er wollte: Ringen und Romane schreiben. „Schreiben ist wie Ringen. Man braucht Disziplin und Technik. Man muss auf eine Geschichte zugehen wie auf einen Gegner.“ (John Irving)
Irving studierte ab 1961 an der Universität von Pittsburgh englische Literatur, dann, 1962/1963, zwei Semester in Wien, wo er die Idee zu seinem ersten Roman hatte: Er verbrachte seine Zeit im Tiergarten und in Kaffeehäusern (da es in seinem Zimmer zu kalt war), fuhr Motorrad, las Die Blechtrommel von Günter Grass und schrieb, davon inspiriert, sein erstes Buch Laßt die Bären los!, das 1968 erschien. Nach der Zeit in Wien ging Irving auf die Universität von New Hampshire, wo er 1965 mit dem Bachelor abschloss. Seinen Master of Fine Arts schloss er 1967 an der University of Iowa ab und trat anschließend eine Dozentenstelle an einem College in Vermont an.
Da er nach seinem dritten Roman der Meinung war, sein bisheriger Verlag unterstütze ihn nur unzureichend, brachte er sein viertes Buch Garp und wie er die Welt sah 1978 bei einem anderen Verlag heraus und schaffte damit seinen Durchbruch. Der Roman erzählt die Lebensgeschichte des Schriftstellers T. S. Garp und seiner feministischen Mutter. Der Erfolg war so überwältigend, dass Irving sich fortan vollständig der Schriftstellerei widmen konnte und seine Dozententätigkeit aufgab.
1999 verfasste Irving das Drehbuch zur Verfilmung seines Romans Gottes Werk und Teufels Beitrag selbst, für das er mehrfach ausgezeichnet wurde, unter anderem mit einem Oscar. Im Jahr zuvor hatte er sich von der Verfilmung seines Romans Owen Meany distanziert und eine Änderung des Titels in Simon Birch bewirkt.
Als Auskopplung aus dem Roman Witwe für ein Jahr (1998) erschien im Jahre 2003 sein erstes Kinderbuch Ein Geräusch, wie wenn einer versucht, kein Geräusch zu machen mit Zeichnungen von Tatjana Hauptmann.
Für das Schreiben seines Romans The Last Chairlift brauchte er sechs Jahre.
John Irving hat aus seiner ersten Ehe zwei Söhne und ist in zweiter Ehe seit 1987 mit seiner Agentin verheiratet, mit der er eine Tochter hat (die als Sohn geboren wurde). Bis 2014 lebte er abwechselnd in Vermont und Toronto, seit 2014 lebt er nur noch in Toronto. 2019 nahm er zusätzlich die kanadische Staatsangehörigkeit an.

## Themen und Motive
Die unwahrscheinlichsten, oftmals äußerst skurrilen und makabren Begebenheiten, die gleichzeitig wiederum ins Urkomische übergehen, zeichnen John Irvings Romane aus. Der Ton ist tragikomisch; gesellschaftliche Tabus werden gebrochen. Diese vielfachen Überzeichnungen und Verzerrungen führen zu grotesken Satiren auf die amerikanische Gesellschaft. Ein weiteres Hauptthema sind die Höhen und Tiefen zwischenmenschlicher Beziehungen, die er meistens überdeutlich und krass darstellt: „… ich habe schon immer über Menschen geschrieben, die mit irgendeinem Verlust leben müssen – ganz egal, ob sie ein Körperteil verloren haben, einen geliebten Menschen oder Kinder. Wenn es Themen gibt, die sich ständig wiederholen in fast all meinen Büchern, dann sind es die Themen Verlust und Gewalt, die bizarr und völlig unerwartet passieren. Ich sehe jeden verdammten Tag Dinge in meiner Fantasie, die schrecklicher sind als der 11. September.“
Einige Motive sind in Irvings Romanen häufig zu finden: Körperbetonte Sportarten (Ringen, Football); wiederkehrende Regionalbezüge bzw. Schauplätze (Maine, New Hampshire, Staten Island, auch Europa, v. a. Wien und Amsterdam); Charakteristika von Figuren (schüchterne Männer, starke Frauenfiguren, vaterlos aufwachsende Söhne, Prostituierte); Beziehungen (sexuelle Beziehungen zwischen älteren Frauen und jüngeren Männern, Inzest, häufig homoerotische Beziehungen) und Milieus (Rotlichtmilieus, Internatsschulen, Hotels/Pensionen, Zirkus) sowie die Schriftstellerei, Motorräder, Religion und immer wieder Bären. Manche Kritiker werfen Irving vor, sehr autobiographisch zu schreiben und sich ständig zu wiederholen; ein Problem, mit dem er sich auch in Witwe für ein Jahr auseinandersetzt.
Irving bewundert Schriftsteller des 19. Jahrhunderts. Insbesondere Charles Dickens hat einen großen Einfluss auf ihn ausgeübt. In Rettungsversuch für Piggy Sneed schreibt er, dass die Lektüre von Große Erwartungen ihm den Anstoß gegeben habe, Schriftsteller zu werden, um Leser so zu berühren, wie er selbst berührt worden sei. Beeinflusst von seinem Vater, einem Russischlehrer, las er Dostojewski, Turgenjew und Tolstoi. Er verschrieb sich dem Stil der Autoren des 19. Jahrhunderts, etwa Thomas Hardy, Herman Melville oder Nathaniel Hawthorne, das heißt lange, verwickelte, gleichzeitig komische und traurige Geschichten. Auch unter den zeitgenössischen Autoren bewundert er vor allem solche, die diesem Stil nahekommen wie etwa Gabriel García Márquez, Salman Rushdie, Robertson Davies und Günter Grass. Er beginnt seine Werke mit dem Schreiben des letzten Satzes.

## Auszeichnungen und Ehrungen
- 1980: National Book Award für seinen Roman Garp und wie er die Welt sah
- 1999: NBR Award für das Drehbuch zu der Verfilmung seines Romans Gottes Werk und Teufels Beitrag
- 2000: Oscar für das Drehbuch zu der Verfilmung seines Romans Gottes Werk und Teufels Beitrag
- 2000: Golden Satellite Award für das beste adaptierte Drehbuch zu der Verfilmung seines Romans Gottes Werk und Teufels Beitrag
- 2001: Mitglied der American Academy of Arts and Letters[11]
- 2013: Lambda Literary Award für den Roman In One Person in der Kategorie Bisexual Literature (zusammen mit Cheryl Burke)
- 2014: Mitglied der American Academy of Arts and Sciences

## Rezeption
Am Tag vor seinem 70. Geburtstag kam 2012 unter dem Titel John Irving und wie er die Welt sieht ein von André Schäfer gestalteter deutscher Dokumentarfilm über Irvings Leben in die Kinos.

## Werke

### Romane
- 1968 Setting Free the Bears. Random House. New York. Dt. von Michael Walter 1985: Laßt die Bären los!, Diogenes, Zürich, ISBN 3-257-21323-9.
- 1972 The Water-Method Man. Random House, New York. Dt. von Edith Nerke und Jürgen Bauer 1989: Die wilde Geschichte vom Wassertrinker, Diogenes, Zürich, ISBN 3-257-22445-1.
- 1974 The 158-Pound Marriage. Random House, New York. Dt. von Nikolaus Stingl 1988: Eine Mittelgewichts-Ehe, Diogenes, Zürich, ISBN 3-257-21605-X.
- 1978 The World According to Garp. E.P. Dutton, New York. Dt. von Jürgen Abel 1979: Garp und wie er die Welt sah, Rowohlt, Reinbek, ISBN 3-499-15042-5.
- 1981 The Hotel New Hampshire. Dt. von Hans Hermann 1982: Das Hotel New Hampshire, Diogenes, Zürich, ISBN 3-257-21194-5.
- 1985 The Cider House Rules. Dt. von Thomas Lindquist 1988: Gottes Werk und Teufels Beitrag, Diogenes, Zürich, ISBN 3-257-21837-0.
- 1989 A Prayer for Owen Meany. Dt. von Jürgen Bauer 1990: Owen Meany, Diogenes, Zürich, ISBN 3-257-22491-5.
- 1994 A Son of the Circus. Dt. von Irene Rumler 1995: Zirkuskind, Diogenes, Zürich, ISBN 3-257-22966-6.
- 1998 A Widow for One Year. Dt. von Irene Rumler 1999: Witwe für ein Jahr, Diogenes, Zürich, ISBN 3-257-23300-0. (Platz 1 der Spiegel-Bestsellerliste vom 22. März bis zum 1. August 1999)
- 2001 The Fourth Hand. Dt. von Nikolaus Stingl 2002: Die vierte Hand, Diogenes, Zürich, ISBN 3-257-23370-1. (Platz 1 der Spiegel-Bestsellerliste vom 4. bis zum 17. Februar 2002)
- 2005 Until I Find You. Dt. von Dirk van Gunsteren und Nikolaus Stingl 2006: Bis ich dich finde, Diogenes, Zürich, ISBN 3-257-06522-1.
- 2009 Last Night in Twisted River. Dt. von Hans M. Herzog 2010: Letzte Nacht in Twisted River, Diogenes, Zürich, ISBN 3-257-06747-X.
- 2012 In One Person. Dt. von Hans M. Herzog und Astrid Arz 2012: In einer Person, Diogenes, Zürich, ISBN 3-257-06838-7.
- 2015 Avenue of Mysteries. Dt. von Hans M. Herzog 2016: Straße der Wunder, Diogenes, Zürich, ISBN 3-257-06966-9.
- 2022 The Last Chairlift. Dt. von Anna-Nina Kroll und Peter Torberg 2023: Der letzte Sessellift, Diogenes, Zürich, ISBN 3-257-07222-8.

### Weitere Bücher
- 1993 Trying to Save Piggy Sneed. Dt. von Dirk van Gunsteren 1993: Rettungsversuch für Piggy Sneed, Diogenes, Zürich, ISBN 3-257-22779-5. (Sechs Erzählungen und ein Essay über Charles Dickens)
- 1996 The Imaginary Girlfriend. Dt. von Irene Rumler 1996: Die imaginäre Freundin, Diogenes, Zürich, ISBN 3-257-06121-8. (Vom Ringen und Schreiben – eine Autobiografie)
- 1999 My Movie Business. Dt. von Irene Rumler 2000: Mein Leben, meine Romane, meine Filme, Diogenes, Zürich, ISBN 3-257-06238-9. (Über seine Erfahrungen, seinen Roman Gottes Werk und Teufels Beitrag zu verfilmen)
- 2001 Die Pension Grillparzer. (Eine Bärengeschichte). Dt. von Irene Rumler, Diogenes, Zürich, ISBN 3-257-70167-5. (Erzählung, ursprünglich ein Kapitel in The World According to Garp, separat erschienen in Trying to Save Piggy Sneed)
- 2002 Deutschlandreise. Dt. von Irene Rumler, Diogenes, Zürich, ISBN 3-257-70176-4. (Ein Stimmungsbericht über das Deutschland der neunziger Jahre)
- 2003 Ein Geräusch, wie wenn einer versucht, kein Geräusch zu machen. Dt. von Irene Rumler, Diogenes, Zürich, ISBN 3-257-01102-4. (Kinderbuch, aus dem ersten Teil des Romans Witwe für ein Jahr, mit Zeichnungen von Tatjana Hauptmann)

### Verfilmungen
- 1982 Garp und wie er die Welt sah (mit Robin Williams und Glenn Close). Regie: George Roy Hill
- 1984 Hotel New Hampshire (mit Jodie Foster, Beau Bridges und Nastassja Kinski). Regie: Tony Richardson
- 1998 Owen Meany unter dem Titel Simon Birch (mit Ian Michael Smith, Joseph Mazzello und Ashley Judd). Regie: Mark Steven Johnson
- 1999 Gottes Werk und Teufels Beitrag (mit Michael Caine, Charlize Theron und Tobey Maguire). Regie: Lasse Hallström
- 2004 Witwe für ein Jahr unter dem Titel The Door in the Floor – Die Tür der Versuchung[13] (mit Jeff Bridges und Kim Basinger). Regie: Tod Williams

In der Verfilmung von Garp und wie er die Welt sah spielte Irving in einer Nebenrolle einen Kampfrichter, der einen Schulkampf leitet, in Gottes Werk und Teufels Beitrag einen Bahnhofsvorsteher.